# فیلیپو آلسیو
فیلیپو آلسیو (انگلیسی: Filippo Alessio؛ زادهٔ ۲۴ دسامبر ۲۰۰۴) بازیکن فوتبال است.
وی همچنین در تیم ملی فوتبال زیر ۱۸ سال ایتالیا بازی کرده‌است.